# Sahana Pradhan
Sahana Pradhan (ur. 17 czerwca 1927 w Katmandu; zm. 22 września 2014 tamże) – nepalska polityk, minister spraw zagranicznych Nepalu w latach 2007–2008, członkini Komunistycznej Partii Nepalu (Zjednoczenie Marksistowsko-Leninowskie). 

## Życiorys
Sahana Pradhan urodziła się w 1927 w Katmandu. W 1938 jej rodzina wyemigrowała do Birmy, gdzie Pradhan spędziła resztę dzieciństwa. Do Nepalu wróciła w 1945. W latach 50. XX w. pracowała jako nauczycielka w szkołach podstawowych i średnich. W 1961 uzyskała tytuł magistra ekonomii na Uniwersytecie Tibhuvan w Nepalu. Od 1964 do 1975 była również wykładowcą na tej uczelni. 
Sahana Pradhan zaangażowała się także w działalność polityczną. Jej mąż, Pushpa Lal Shestra w 1968 stanął na czele jednego ze skrzydeł Komunistycznej Partii Nepalu. Pradhan również związała się z partią komunistyczną, za co spędziła kilka miesięcy w więzieniu. W 1978 po śmierci jej męża, stała na czele partii komunistycznej aż do 1991. W 1987 jej partia zmieniła nazwę na Komunistyczna Partia Nepalu (Marksistowska) i w 1991 po zjednoczeniu z Komunistyczną Partią Nepalu (Marksistowską-Leninowską) przekształciła się Komunistyczną Partię Nepalu (Zjednoczenie Marksistowsko-Leninowskie) (KPN-ZML).
Sahana Pradhan w 1990 pełniła funkcję ministra przemysłu i handlu. W latach 1996–1997 była ministrem leśnictwa, a następnie od 1997 do 1998 zajmowała stanowisko ministra do spraw kobiet i opieki społecznej. 
1 kwietnia 2007 Pradhan została pierwszą w historii Nepalu kobietą - ministrem spraw zagranicznych w rządzie premiera Giriji Prasada Koirali. Funkcję tę sprawowała do 16 kwietnia 2008.